# Моего брата зовут Роберт, и он идиот (фильм)
Моего брата зовут Роберт, и он идиот (нем. Mein Bruder heißt Robert und ist ein Idiot) — немецко-французский фильм 2018 года, поставленный режиссером Филиппом Гренингом. Фильм был отобран для участия в конкурсной программе 68-го Берлинского международного кинофестиваля 2018 года.

## Сюжет
Фильм рассказывает о 19-летних близнецах Роберте и Елене, которые проводят вместе 48 жарких летних часов уикенда, окончательно расставаясь с детством.